# Robert D. Kaplan

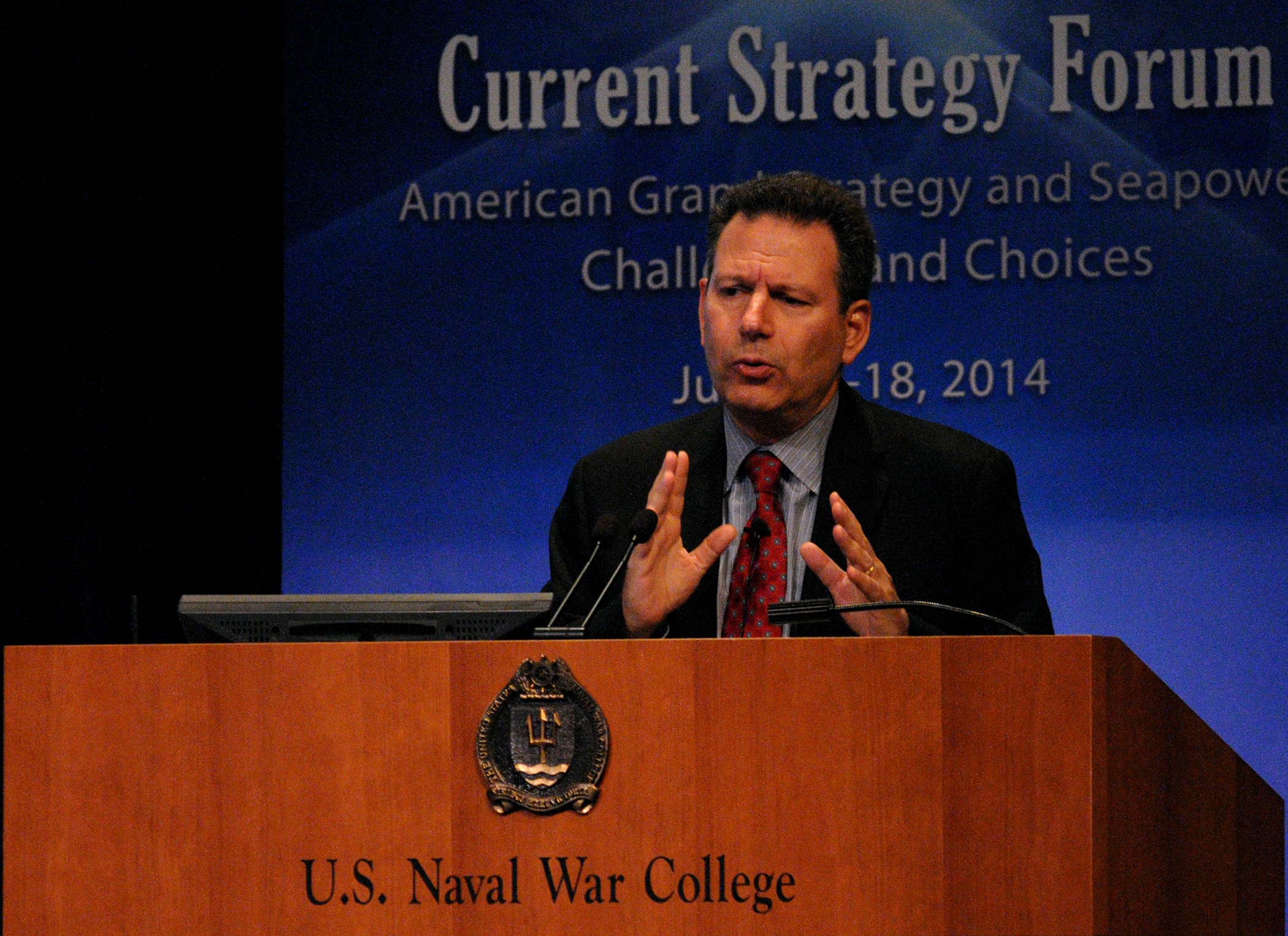
Robert D. Kaplan vorbind la U.S. Naval War College (2014).

Robert David Kaplan (n. 23 iunie 1952, New York City) este un autor american al multor cărți de politică, în primul rând de afaceri externe și de călătorie, a cărui activitate de peste trei decenii a apărut, printre alte ziare și publicații, mai ales în The Atlantic, The Washington Post, The New York Times, The New Republic, The National Interest, Foreign Affairs și The Wall Street Journal.
Eseurile sale mai controversate cu privire la natura puterii americane au stârnit dezbateri și critici în mediul academic, mass-media, precum și la cele mai înalte nivele de guvernare. Printre articolele cele mai influente ale lui Kaplan se numără  "The Coming Anarchy", publicat în The Atlantic Monthly în   anul 1994.  Criticile articolului îl compară pe acesta cu teza  articolului lui Huntingon - Clash of Civilizations („Ciocnirea civilizațiilor”) -  dat fiind că Robert Kaplan prezintă conflictele din lumea contemporană ca lupta dintre primitivism și civilizație. O altă temă frecventă în activitatea publicistică a lui Kaplan este reapariția tensiunilor culturale și istorice suspendate temporar în timpul Războiului Rece.